# Rhegmoclema spatulatum
Rhegmoclema spatulatum är en tvåvingeart som beskrevs av Cook 1971. Rhegmoclema spatulatum ingår i släktet Rhegmoclema och familjen dyngmyggor. Inga underarter finns listade i Catalogue of Life.